# نینا رابرتس
نینا رابرتس (فرانسوی: Nina Roberts‎؛ زاده ۲۹ آوریل ۱۹۷۹) یک بازیگر پورنوگرافی اهل فرانسه است.